# Stockholms Stift
Stockholms Stift er et stift i Svenska kyrkan i Sverige med Stockholm som stiftsby. Storkyrkan fungerer både som stiftets bispekirke og som en lokal sognekirke.
Inden dannelsen af stiftet i 1942 hørte dets nuværende sogne nord for Slussen til Uppsala Ærkestift, mens sognene syd for Slussen hørte til Strängnäs Stift. Stiftsgrænsen fulgte landskapsgrænsen mellem Södermanland og Uppland.

## Konsistorium
Før stiftsdannelsen havde Stockholms bys sogne dog et konsistorium, modsvarende domkapitlet i Uppsala Ærkestift. Konsistoriet var under ledelse af sognepræsten (kyrkoherden) ved Storkyrkan, som af den grund blev kaldt pastor primarius indtil 1989. Derefter kaldes Storkirkens sognepræst for domprovst.

## Provstier
Stiftet har 14 provstier (inklusive hoffets Hovkleresiet), der er opdelt i 70 sogne.

## Bispeliste
| Navn               | Embedsperiode | Fødsels- og dødsår |
| ------------------ | ------------- | ------------------ |
| Manfred Björkquist | 1942–1954     | 1884–1985          |
| Helge Ljungberg    | 1954–1971     | 1904–1983          |
| Ingmar Ström       | 1971–1979     | 1912–2003          |
| Lars Carlzon       | 1979–1984     | 1918–2004          |
| Krister Stendahl   | 1984–1988     | 1921–2008          |
| Henrik Svenungsson | 1988–1998     | f. 1933            |
| Caroline Krook     | 1998–2009     | f. 1944            |
| Eva Brunne         | 2009-         | f. 1954            |

Lars Carlzon var pastor primarius I 1972-1979 og biskop i 1979-1984. 
Caroline Krook var domprovst i 1990-1998 og biskop i 1998-2009.

## Ekstern henvisning
- Svenska kyrkan: Stockholms Stift Arkiveret 23. marts 2008 hos  Wayback Machine

59°19′33″N 18°04′14″Ø / 59.3258°N 18.0706°Ø